# Habenaria repens
Espèce
Habenaria repens est une espèce de plantes à fleurs de la famille des Orchidaceae (les orchidées) endémique d'Amérique centrale, ainsi que le sud de l'Amérique du Nord (Mexique, anciens états mexicains des États-Unis) et l'Amérique du Sud (jusqu'en Argentine).
Les orchidées sont une famille de plante unique à dépendre d'une symbiose avec des champignons mycorhizien. Dans une étude sur Habenaria repens, le mycobionte avec laquelle il entretient une interdépendance semble être généralement du genre Epulorhiza (en) (un genre de basidiomycètes).